# Aérodrome Ħal-Far

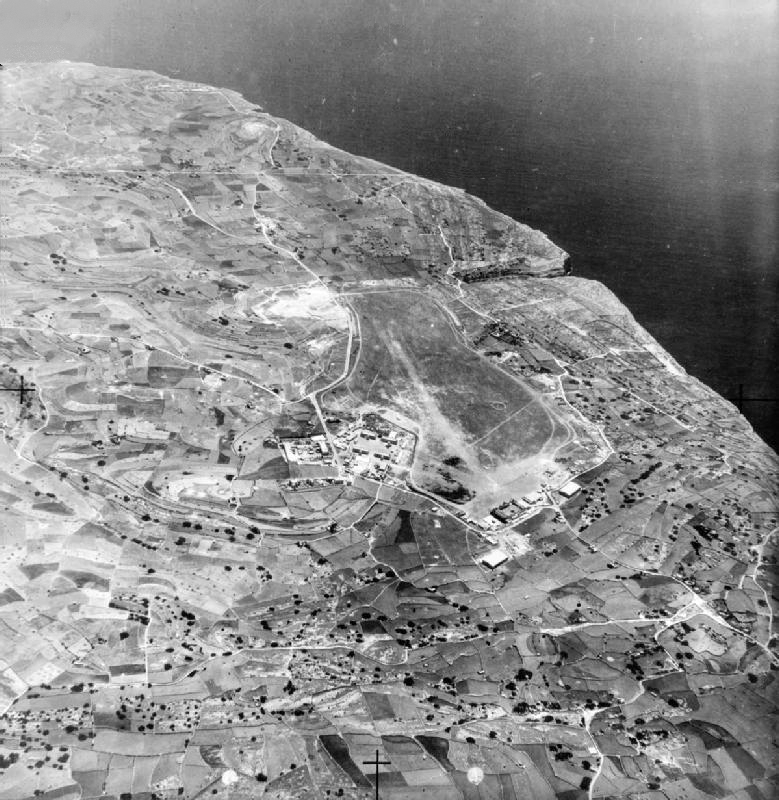
L'aéroport vu du ciel le 29 mai 1941.

L'aérodrome Ħal-Far est un ancien aérodrome de Malte, le plus important avant le développement de l'aérodrome de Luqa. Construit en 1922, il est inauguré le 16 janvier 1923 par le gouverneur de Malte, Sir Herbert Plumer. Dès 1928, pris en charge par la Royal Air Force (RAF), l'aéroport est agrandi avec la construction de hangars et d'ateliers, et sa piste est allongée. Il prouve son importance stratégique le 3 octobre 1935, quand l'Italie déclare la guerre d'Abyssinie, en permettant une présence britannique. Mais le 23 novembre 1936, une tornade détruit l'ensemble des installations et les avions ; la RAF ne reconstruira les installations qu'au début de la Seconde Guerre mondiale.

## Seconde Guerre mondiale

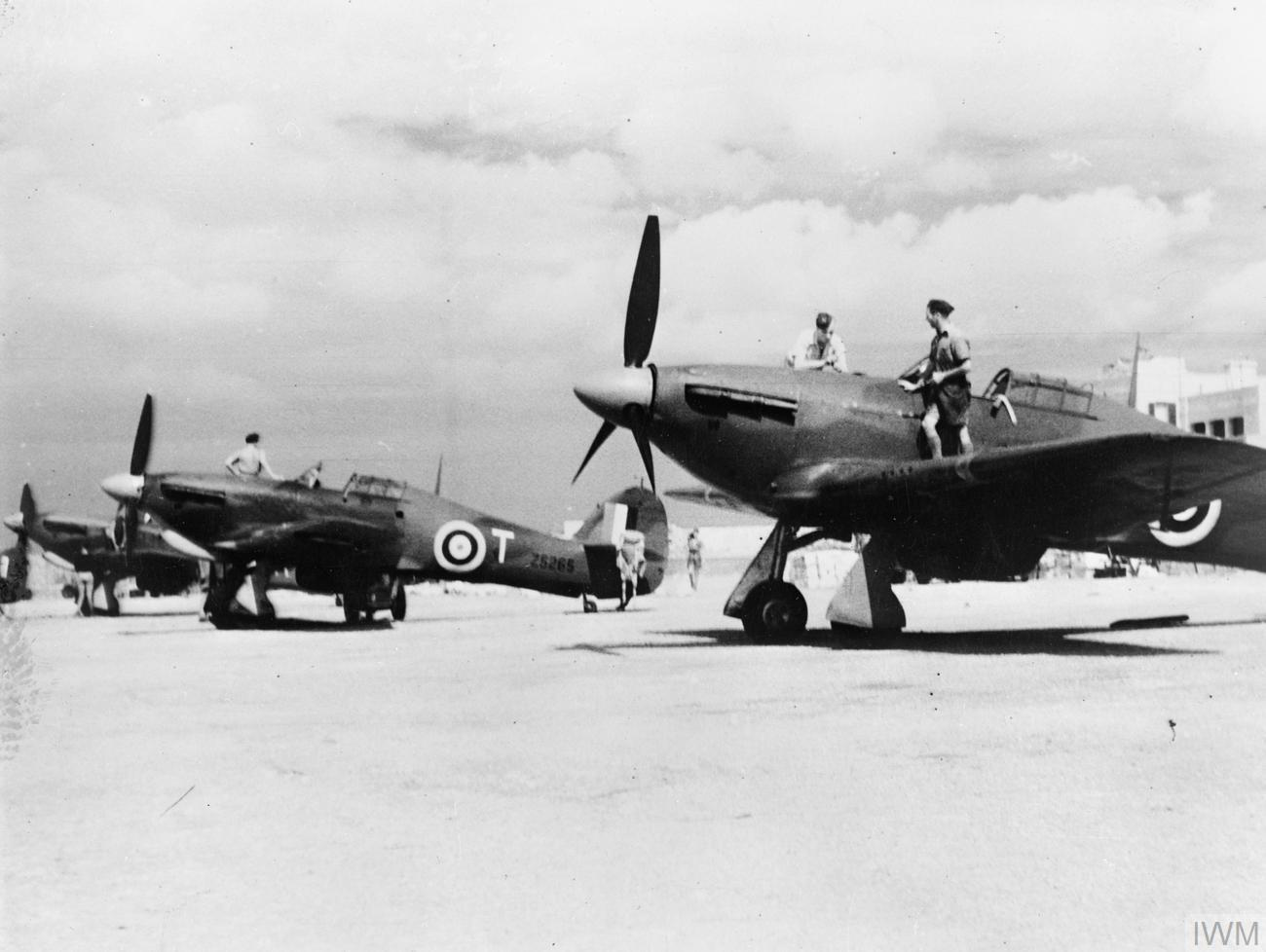
Des Hurricane Mark II de la RAF basés à Ħal-Far en 1941.

Situé au sud-est de l'île, l'aérodrome comportait deux pistes, une tour de contrôle, un poste de transmission et de radiogoniométrie, un quartier général, des hangars, des ateliers, des logements pour les officiers, sous-officiers et hommes du rang. Au début de la guerre sont construits un dépôt d'essence de 12 000 gallons (45 400 litres) et des entrepôts pour les bombes et pour les torpilles.
Les pistes, dallées de béton, étaient :
- La piste nord-ouest/sud-est : en 1942, elle est portée à 3 300 pieds (1 km) de long et 150 pieds (45 mètres) de large ;
- La piste est/ouest : portée à  2 700 pieds (822 mètres) de long et 150 pieds (45 mètres) de large en janvier 1941.

Dès l'entrée en guerre, l'aérodrome est la cible privilégiée de la Regia Aeronautica, puis de la Luftwaffe : entre le 11 juin 1940, date du premier bombardement, et le 21 mai 1943, date de la dernière attaque, l'aérodrome recevra environ 2 300 tonnes de bombes, tuant trente personnes et en blessant 84 autres. Ħal-Far est une des bases de départ de l'aviation alliée pour le débarquement de Sicile. En prévision de la conférence de Malte du 30 janvier au 2 février 1945 entre le président américain Franklin D. Roosevelt et le premier ministre britannique Winston Churchill pour préparer la conférence de Yalta, neuf Spitfires et six chasseurs de nuit Mosquitos sont déployés pour assurer la protection de la conférence et de l'île.

## Après-guerre

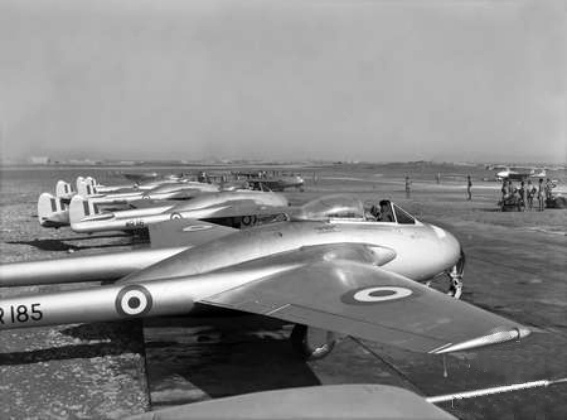
Des De Havilland Vampire britanniques stationnés à Ħal-Far en 1952.

Ħal-Far est transféré en avril 1945 à la Fleet Air Arm et devient un camp d'entraînement pour la Royal Navy Volunteer Reserve (RNVR). Pendant cette période, l'îlot de Filfla sert de cible pour les entrainements aux tirs de roquettes. À partir de 1953, les pistes sont rallongées : la piste nord-ouest/sud-est est portée à 6 000 pieds (1,8 km) de long et la piste est/ouest à 4 800 pieds (1,463 km). L'aérodrome est rendu à la RAF après 1956 et désaffecté le 31 août 1967. C'est pendant cette période, en 1958, que la RAF crée le premier escadron d'hélicoptères d'assauts au monde. Entre mars 1967 et septembre 1978, Ħal-Far sert de base pour Malta International Aviation Company (MIACO), une entreprise américaine de maintenance d'avions.
L'aérodrome Ħal-Far servira également d'aéroport civil pendant les périodes de modernisation de l'aéroport international de Malte.

## Fin de l'aérodrome
À partir de 1978, le gouvernement maltais décide de transformer l'aérodrome Ħal-Far en zone industrielle. La partie ouest de la piste est/ouest et la partie sud de la piste nord-ouest/sud-est sont transformées en route de desserte bordées d'usines de produits chimiques et pharmaceutiques. S'y est installée une usine qui fabrique des petits personnages Playmobil (Playmobil Malta Ltd est une des quatre usines européennes). L'autre partie de la piste nord-ouest/sud-est est utilisée comme piste de dragster par la Malta Drag Racing Association.
Une grande partie des bâtiments militaires sont affectés à diverses administrations, entre autres le Hal-Far Immigration Reception Centre (HFIRC). Un ancien hangar est aménagé pour servir de centre de rétention des migrants irréguliers ou clandestins. Un village a été construit à partir de conteneurs sur le site de l'aéroport Ħal-Far pour servir de camp de résidence ouvert de réfugiés africains.